# تپه پارود کلات ۲
تپه پارود کلات ۲ مربوط به دوران پیش از تاریخ ایران باستان است و در شهرستان سرباز، بخش پیشین، دهستان پیشین، ۴۰ کیلومتری جنوب راسک، ۱۵ کیلومتری جنوب پیشین، ضلع جنوبی روستای مولا آباد واقع شده و این اثر در تاریخ ۲۶ اسفند ۱۳۸۷ با شمارهٔ ثبت ۲۵۸۸۷ به‌عنوان یکی از آثار ملی ایران به ثبت رسیده است.